# Toprock
No break dance, o toprock é uma técnica de dança onde o dançarino (breaker: b-boy ou b-girl) realiza em pé uma sequencia de passos movimentando os pés, servindo como demonstração de estilo e abertura/aquecimento para as para as manobras mais acrobáticas do downrock,  permitindo demonstrar coordenação, flexibilidade, ritmo e estilo. 
O toprock é aberto a modificações conforme o estilo individual do dançarino (calmo, agressivo, excitado). Por esta razão, incorporou elementos de salsa, sapateado, Lindy hop, Liquid dance, house, popping, locking, tap dance e, robot. Os passos comuns incluem o passo indiano, passo do Bronx, Charlie rock, a torção do quadril, o passo de chute e o passo lateral. As vezes, uprock é confundido com toprock, um tipo de dança orientada para a competição que consiste em embaralhamento de pés, giros, voltas que podem imitar o combate.
As transições de movimentos de toprock para downrock ou para powermove são chamados de "drops" ou "godown".